# Посадово (Ґостинський повіт)
Посадово (пол. Posadowo) — село в Польщі, у гміні Кробя Гостинського повіту Великопольського воєводства.
Населення — 262 особи (2011).
У 1975-1998 роках село належало до Лешненського воєводства.

## Демографія
Демографічна структура станом на 31 березня 2011 року:
|          | Загалом | Допрацездатний вік | Працездатний вік | Постпрацездатний вік |
| -------- | ------- | ------------------ | ---------------- | -------------------- |
| Чоловіки | 129     | 31                 | 86               | 12                   |
| Жінки    | 133     | 31                 | 76               | 26                   |
| Разом    | 262     | 62                 | 162              | 38                   |